# Baby-Sitting Jack-Jack
 (juillet 2025).
Pour plus de détails, voir Fiche technique et Distribution.
Baby-Sitting Jack-Jack est un court-métrage d'animation américain des studios Pixar réalisé par Brad Bird en 2005. Il est associé au long métrage Les Indestructibles (2004) et figure en bonus sur le DVD du long-métrage.

## Résumé
Kari, la baby-sitter engagée par la famille Parr pour s'occuper du bébé Jack-Jack est interrogée par Rick Dicker, l'agent travaillant avec la famille Indestructible. Elle revient sur ce qu'il s'est passé durant le babysitting : ainsi, après avoir rassuré Mme Parr, elle a voulu jouer avec Jack-Jack d'une façon "éducative". Elle a découvert dans le même moment son pouvoir de lévitation, son don de la téléportation, sa capacité à traverser les murs, son inflammabilité, ses yeux-lasers (mais pas ses pouvoirs de "petit démon" ou de statue de fer) durant la journée et la nuit qui ont suivi le babysitting. Et qu'après cela, elle a rencontré son "remplaçant" (qui n'était autre que Syndrome). Après avoir expliqué les faits, Dicker lui efface la mémoire.

## Fiche technique
- Titre : Baby-Sitting Jack-Jack
- Titre original : Jack-Jack Attack
- Réalisation : Brad Bird
- Scénario : Brad Bird d’après une histoire originale de Teddy Newton, Mark Andrews, Robb Gibbs et Bosco Ng
- Musique : Michael Giacchino
- Production : 	Roger Gould, John Lasseter, Osnat Shurer
- Format : Couleurs
- Durée : 4 min 44 s

## Voix françaises
- Dorothée Pousséo : Kari
- Eli Fucile : Jack-Jack
- David Krüger : Buddy / Syndrome
- Jean-Bernard Guillard : Rick Dicker

## Note
Dans ce court-métrage, directement lié au film, on découvre que Jack-Jack possède bien d'autres pouvoirs que de se transformer en boule de feu tels que la téléportation (comme Diablo des X-Men), la projection de laser par les yeux (comme Cyclope des X-Men), la capacité de voler ou encore la capacité de passer à travers les murs (comme Kitty Pryde des X-Men).
Plusieurs morceaux de Mozart sont joués durant le court-métrage 
- Sonate pour Piano numero 11
- Petite musique de nuit
- Dies Irae